# 查伯尼·艾特·沃克
查伯尼·艾特·沃克（Charbonnel et Walker）是一間專門制造高級朱古力的公司，由查伯尼夫人於1875年成立。查伯尼夫人原本尽法國的梅森·博西爾朱古力工場工作，後來加入了英國的沃克夫人公司，之後自立門戶行成立今天所見的查伯尼·艾特·沃克。查伯尼·艾特·沃克自伊莉沙白二世開始，成為一間具有英國皇室供貨許可證的公司。